# Rio Pirapó (vattendrag i Brasilien)
Rio Pirapó är ett vattendrag i Brasilien.   Det ligger i delstaten Paraná, i den södra delen av landet, 900 km sydväst om huvudstaden Brasília.
Trakten runt Rio Pirapó består i huvudsak av gräsmarker. Runt Rio Pirapó är det glesbefolkat, med 8 invånare per kvadratkilometer.